# 古市町 (前橋市)
古市町（ふるいちまち）は、群馬県前橋市の地名。古市町と古市町一丁目から二丁目がある。郵便番号は371-0844。2013年現在の面積は0.78km2。

## 地理
前橋市の西部、前橋台地の利根川右岸西方に位置する。

## 歴史
江戸時代頃からある地名である。はじめは総社藩領、寛永10年に高崎藩領、明和4年から前橋藩領だった。

### 年表
- 1889年4月1日 町村制施行により、古市村は箱田村、前箱田村、川曲村、稲荷新田村、下新田村、上新田村、小相木村、後家村、江田村と合併し群馬郡東村が成立する。
- 1896年4月1日 郡統合（西群馬郡と片岡郡の統合）により群馬郡に所属する。
- 1954年4月1日 周辺1町5村（元総社村、上川淵村、芳賀村、桂萱村、下川淵村、群馬郡総社町）とともに東村は前橋市へ編入する。そのため前橋市古市町となる。
- 1974年一部が石倉町一丁目となる。
- 1978年一部が小相木町一丁目、新前橋町、下石倉町となり、古市町、小相木町、石倉町の各一部から古市町一丁目が成立。
- 2016年箱田町の一部を古市町一丁目に編入。また、同日箱田町、古市町の各一部から古市町二丁目が成立。[5]。

### 地名の由来
地名の由来は不詳だが、現元総社町あたりに上野国府が置かれたと推定され、国府付近を通った東山道の群馬駅に付随して市が立ったことから「古市」という地名ができたと考えられている。

## 世帯数と人口
2017年（平成29年）8月31日現在の世帯数と人口は以下の通りである。
| 丁目・町丁   | 世帯数    | 人口    |
| ------------ | --------- | ------- |
| 古市町       | 572世帯   | 1,059人 |
| 古市町一丁目 | 729世帯   | 1,462人 |
| 古市町二丁目 | 30世帯    | 49人    |
| 計           | 1,331世帯 | 2,570人 |

## 小・中学校の学区
市立小・中学校に通う場合、学区は以下の通りとなる。
| 丁目・町丁   | 番地 | 小学校                 | 中学校               |
| ------------ | ---- | ---------------------- | -------------------- |
| 古市町       | 一部 | 前橋市立元総社南小学校 | 前橋市立元総社中学校 |
| 古市町       | 一部 | 前橋市立東小学校       | 前橋市立東中学校     |
| 古市町一丁目 | 全域 | 前橋市立東小学校       | 前橋市立東中学校     |
| 古市町二丁目 | 全域 | 前橋市立東小学校       | 前橋市立東中学校     |

## 交通

### 鉄道
JR東日本上越線・両毛線新前橋駅

### 道路
国道は通っておらず、県道は群馬県道12号前橋高崎線が通っている。

## 施設
- JR東日本上越線・両毛線新前橋駅
- フォレストモール新前橋